# ロベケ国立公園
ロベケ国立公園（Parc national de Lobéké）は、カメルーン南東部の東部州に位置する国立公園である。中部アフリカ森林委員会（COMIFAC）の関係閣僚会合で、コンゴ盆地のザンガ＝ンドキ国立公園（中央アフリカ共和国）、ヌアバレ＝ンドキ国立公園（コンゴ共和国）、ロベケ国立公園をまとめた「サンガ川流域の3か国保護地域」（the Sangha River Tri-national Protected area）を設立することが決まり、それが2012年に世界遺産リストに登録されたため、ロベケ国立公園はその構成資産のひとつとなっている。また、2008年にはこの国立公園の中の6,200 haの範囲が、「サンガ川のカメルーン部分」（Partie Camerounaise du Fleuve Sangha）としてラムサール条約の登録地になった。

## 地理
ロベケ国立公園はコンゴ盆地に位置し、中央アフリカ共和国やコンゴ共和国との国境にもなっているサンガ川が、公園の東側の境界になっている。 中央アフリカ共和国、コンゴ共和国それぞれの国立公園と隣接し、北西部にはカメルーン東部州の別の国立公園ブンバ・ベク国立公園がある。
公園はコンゴ共和国や中央アフリカ共和国の国境に近く、このことが、それらの国の国立公園との3か国保護地域を設定することにつながった。公園の面積は1,838.55 km2 (709.87 sq mi)で、その海抜標高は300 m (980 ft)から 750 m (2,460 ft)である。
塩水の湿地群に特徴付けられる12以上の自然のサバナ地帯が公園内には存在しており、サンガ河岸には砂州も見られる。年平均降水量は1400 mm で、12月から2月は乾季にあたっている。森林が大きく開けた場所の土壌は、様々なミネラルに富んでおり、森林の大型動物たちを惹きつけている。また、ロベケはバカ人、バントゥー人、バンガンド人（Bangando）などの様々なエスニック・グループが暮らす土地でもある。

## 植物相と動物相
ロベケの植物相で支配的なのは半常緑の森林で、そのほとんどは伐採されてこなかった。森林は多種多様な植物によって特徴付けられており、300種以上の樹木が生えている。支配的な種としてはアオイ科のオベチェ（Triplochiton scleroxylon）、プテリゴタ（Pterygota）、カポック、シクンシ科モモタマナ属のリンバ（Terminalia superba、アファラとも）などが挙げられる。低木層を構成するのは、クズウコン科とショウガ科の藪や、カキノキ科、バンレイシ科の木々などである。河川の近くではリンバリ（Gilbertiodendron dewevrei）が群生している。サバナとの境界にはヤシ科のラフィアヤシなどの茂みやカヤツリグサ科の生えた湿地が見られる。
動物相に関しては、アフリカではマルミミゾウとニシローランドゴリラが最も多く密集して棲息している地域である。ほかの動物としては、チンパンジーやゴリラ、クロコロブスのような霊長目やヒョウ、さらに10種の森林に生息する有蹄類が挙げられる。さらにそうした哺乳類に加え、215種の蝶、134種の魚類、18種の爬虫類、16種の両生類が確認されている。
同時にロベケは重要野鳥生息地でもあり、300種以上の鳥類が記録されている。その仲には、アフリカアオバト、サイチョウ、キノドミドリカッコウ、アカヒメコノハズク、セグロショウビン、ズグロキハタオリなどが含まれ、特にカメルーンおよびガボン国内では、オニオウギセッカの重要な生息地になっている。

## 世界遺産

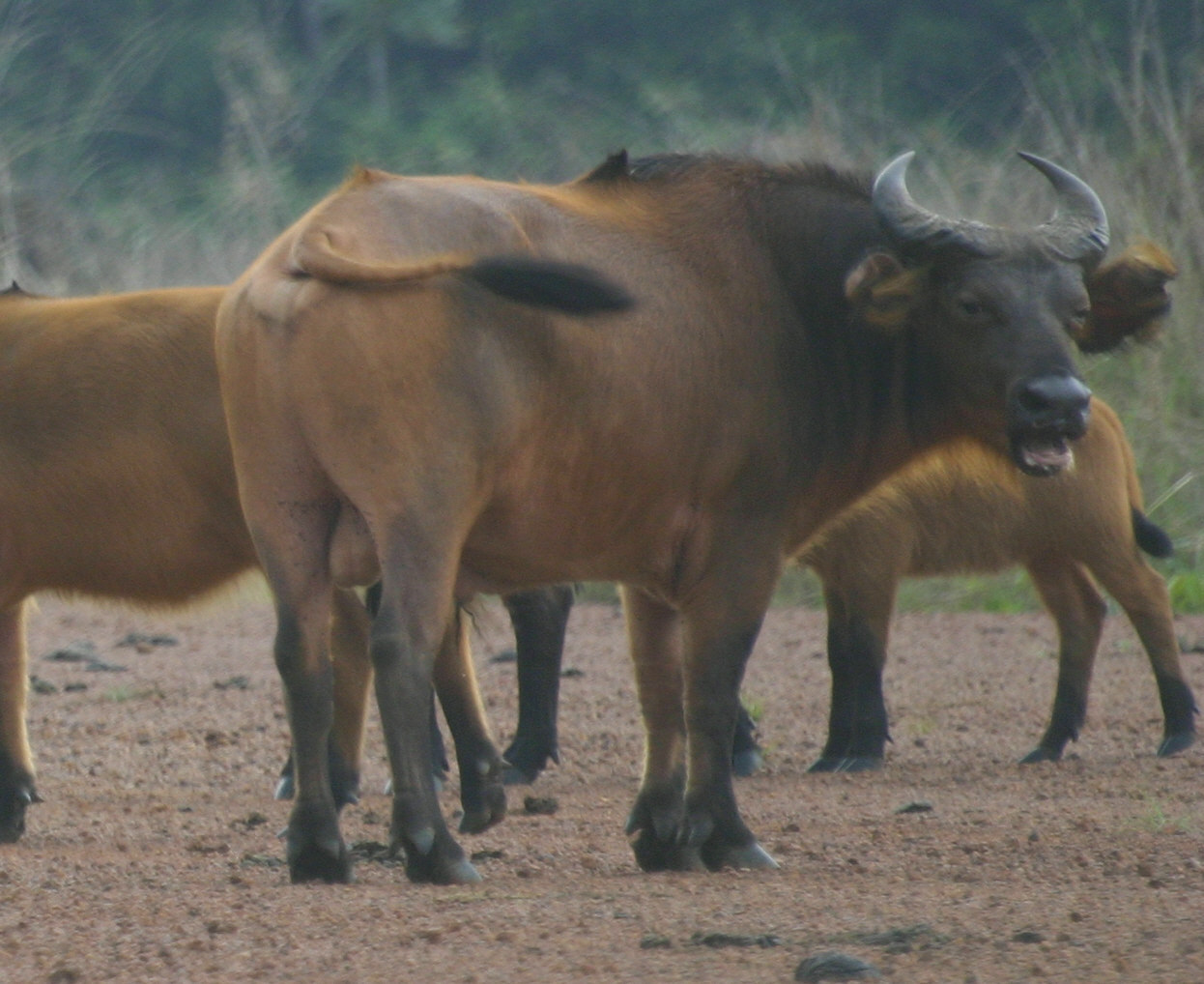
ロベケ国立公園内のバッファロー

ロベケ国立公園はモルンドゥ県に属し、Boumba-et-Ngokoに近い。 モルンドゥ県はアフリカで「天然ゴムがもっとも多く取れる場所のひとつ」といわれており、ドイツ人たちはこの地域にゴム工場を設置していた。
1991年の時点でWWFはこの地域の生物学的調査を行い、ロベケ地域は保護されるべきことと、その開発対象外とする地域を4万ヘクタールから40万ヘクタールに拡大すべきことなどを勧告していた。1999年10月に、ロベケは国立公園になった。同じ年にヌアバレ＝ンドキ国立公園などと3か国保護地域を形成する通称ヤウンデ宣言（Yaoundé Declaration）に署名がされた。この3か国保護地域はCOMIFACが運営し、資金提供や管理・監督はWWFやGTZ、WCSのような国際的な自然保護グループによって行われる。2006年以降、世界遺産の暫定リストに記載され、2012年に3か国保護地域として世界遺産に登録された。
カメルーンにとっては、ジャー動物保護区に続いて2件目の世界遺産である。

## 環境問題
ロベケはコンゴ共和国や中央アフリカ共和国への近さから、コンゴ共和国のヌアバレ＝ンドキ国立公園、中央アフリカ共和国のザンガ＝ンドキ国立公園とともに、3か国共同の環境改善構想（tri-national environmental initiative）に参加している。地上5メートルの監視塔が複数建てられ、生態系のモニタリングや観光業に活用されている。
材木の切り出し、サファリでの狩猟のほか、食用肉、希少動物、象牙などの獲得を目的とした密猟が問題となっている。違法漁撈や鳥類の密猟も問題で、ヨウムなどは毎年数千羽単位で違法に捕獲され、密輸されている。政府が鳥類の禁輸を決めた1997年の時点でさえも、多くの鳥類が捕獲され、伝統薬の原料やほかの理由で違法に売買されていた。地域の人口は増加しており、地元の資源に頼っているため、採鉱などへの対応はとられていない。

## 関連文献
- Dowsett-Lemaire, F., & Dowsett, R. J. (March 1, 2000). "Birds of the Lobéké Faunal Reserve, Cameroon, and its regional importance for conservation". Bird Conservation International, 10, 1, 67-87.
- Jell, B., & Machado, J. S. (January 1, 2002). "Collaborative Management in the Region of Lobeke, Cameroon: The Potentials and Constraints in Involving the Local Population in Protected Area Management". Nomadic Peoples, 6, 180-203.
- Ngenyi, A. N. Z. U. L. (2004). The impact of capture and trade in African grey parrot populations ( Psittacus erithacus ) in Lobeke National Park, south east Cameroon. 3, 1.